# Svätý Jur
Svätý Jur (mađarski: Szentgyörgy, njemački: Sankt Georgen ) je grad u Bratislavskom kraju u zapadnoj Slovačkoj. Grad upravno pripada Okrugu Pezinok.

## Zemljopis
Svätý Jur se nalazi u Okrugu Pezniok u Bratislavskom kraju. Okolno područje uključuju velike vinograde na obližnjim Malim Karpatima i jedinstvenu Šúr močvaru koja je zaštićeni rezervat.

## Povijest
Svätý Jur se prvi put spominje u pismenom izvor 1209. godine. On postaje slobodni kraljevski grad u Kraljevi Ugarskoj 1647. godine.  Usprkos izgradnji gradskih zidina između 1603. i 1664., Svätý Jur je devastiran od Turaka 1663. godine. Turske trupe također uništavaju i bijeli dvorac koji je bio važan administrativni centar regije do tada.
Prije Drugog svjetskog rata veliki dio stanovništva činili su Nijemci.

## Stanovništvo
| Godina:     | 1993. | 2003.   | 2013.    | 2023.   |
| ----------- | ----- | ------- | -------- | ------- |
| Broj ljudi: | 4546  | 4743    | 5442     | 5983    |
| Razlika:    |       | +4,33 % | +14,73 % | +9,94 % |

| Godina:     | 2022. | 2023.   |
| ----------- | ----- | ------- |
| Broj ljudi: | 5945  | 5983    |
| Razlika:    |       | +0,63 % |

Po popisu stanovništva iz 2006. godine grad je imao 5.186 stanovnika.
Prema službenom popisu stanovništva iz 2001. godine etnički i vjerski sastav je sljedeći:

### Etnički sastav
- Slovaci - 4.768
- Česi - 16
- Mađari - 19
- Ostali 151

### Religija
- rimokatolici - 3.081
- luterani - 235
- ateisti - 1.253
- ostali 382

## Poznate osobe
- Alojz Hudek (*1887. –  † 1961.), SDB, rimokatolički svećenik, misionar (Bolivija, Peru).[7]

## Vanjske poveznice
- Službena stranica grada

### Ostali projekti
|  | Zajednički poslužitelj ima još gradiva o temi Svätý Jur |